# Concepción Arenal

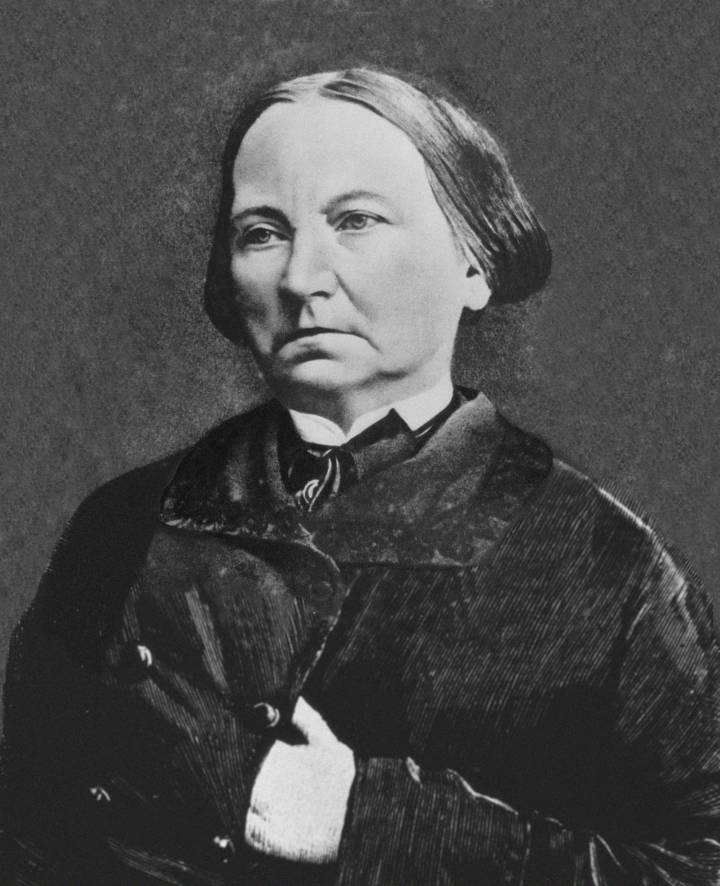
Concepción Arenal, gegen Ende ihres Lebens

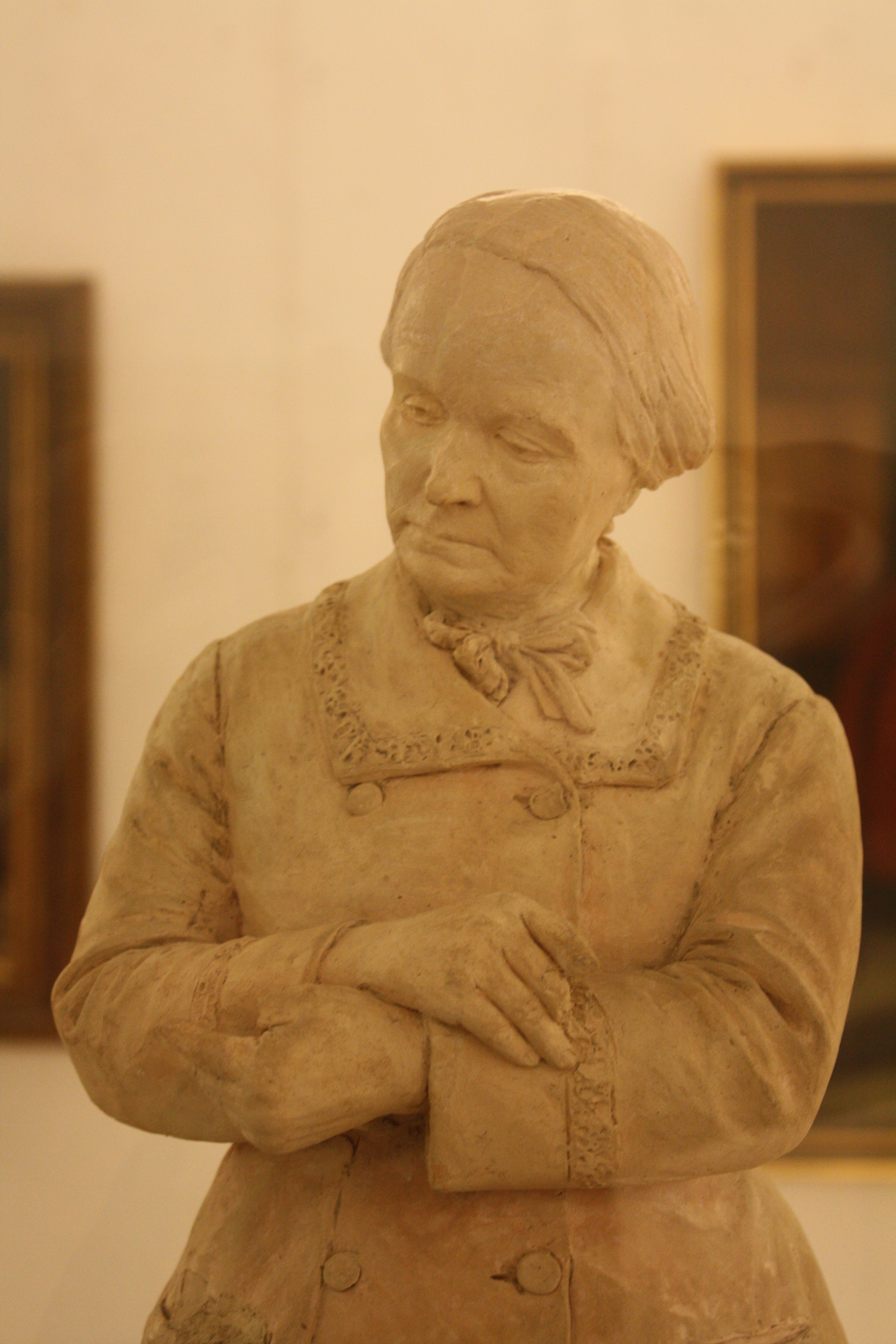
Büste von Isidoro Brocos Gómez (1841–1914), Museum von Pontevedra, 2013

Concepción Arenal Ponte, vollständiger Name María de la Concepción Jesusa Luisa Petra Vicenta del Arenal y Ponte, (* 31. Januar 1820 in Ferrol; † 4. Februar 1893 in Vigo) war eine aus Galicien stammende spanische Juristin, Autorin und Sozialreformerin sowie eine Pionierin des spanischen Feminismus.
Sie wird als eine Vorkämpferin der Sozialarbeit in Spanien angesehen. Sie gehörte der Vinzenzgemeinschaft an und arbeitete dort seit 1859 aktiv mit. Sie verteidigte durch ihre Veröffentlichungen die Arbeit der Ordensgemeinschaften in Spanien. Sie arbeitete am Bulletin der Institución Libre de Enseñanza mit. Zeit ihres Lebens prangerte sie die Zustände in Männer- und Frauengefängnissen, das Elend in Pflegeheimen oder beim Betteln und die Lage der Frauen im 19. Jahrhundert an.

## Leben
Arenal wurde als Tochter von Ángel del Arenal y de la Cuesta und María Concepción Ponte Mandiá Tenreiro geboren.  Ihr Vater stammte aus einer aufgeklärten, aber mit Adelstiteln ausgezeichneten Familie und war beim Militär. Er war mehrfach mit dem absolutistischen Regime von König Ferdinand VII. in Konflikt geraten, erkrankte in Folge mehrerer Gefängnisaufenthalte und starb 1829. Arenal wurde dadurch im Alter von neun Jahren vaterlos. Im selben Jahr zog sie mit ihrer Mutter und ihren beiden Schwestern Luisa und Antonia nach Armaño in Kantabrien, in das Haus ihrer Großmutter väterlicherseits, Jesusa de la Cuesta, wo sie eine stark religiöse Erziehung erhielt. Ein Jahr später starb ihre Schwester Luisa. Mit Hilfe eines Verwandten, Antonio Tenreiro-Montenegro y Caveda, Graf von Vigo, zog die Familie 1834 nach Madrid, wo Arenal einer Schule für junge Damen besuchte.

### Universität
Schon in jungen Jahren hatte sie den Wunsch geäußert, Anwältin zu werden. Im Alter von einundzwanzig Jahren musste sie sich, um gegen den Willen ihrer Mutter an der juristischen Fakultät der heutigen Universität Complutense Madrid als Hörerin aufgenommen zu werden, als Mann verkleiden, die Haare kurz schneiden, einen Gehrock, einen Umhang und einen Zylinder tragen. Als ihre wahre Identität entdeckt wurde, griff der Rektor ein. Nach einer Prüfung wurde sie autorisiert, den Unterricht zu besuchen, was sie von 1842 bis 1845 tat.

„El rito era el siguiente: acompañada por un familiar doña Concepción se presentaba en la puerta del claustro, donde era recogida por un bedel que la trasladaba a un cuarto en el que se mantenía sola hasta que el profesor de la materia que iba a impartirse la recogía para las clases. Sentada en un lugar diferente del de sus aparentes compañeros, seguía las explicaciones hasta que la clase concluía y de nuevo era recogida por el profesor, que la depositaba en dicho cuarto hasta la clase siguiente.“

„Das Ritual sah folgendermaßen aus: In Begleitung eines Verwandten stellte sich Doña Concepción an der Tür des Klosters vor, wo sie von einem Hausmeister abgeholt wurde, der sie in einen Raum brachte, wo sie allein blieb, bis der Lehrer des zu unterrichtenden Faches sie zum Unterricht abholte. Getrennt von den anderen sitzend, folgte sie dem Unterricht. Wenn der Unterricht zu Ende war, wurde vom Lehrer wieder in den Warteraum gebracht und von dort in den nächsten Unterricht abgeholt.“

Im Jahr 1848 heiratete sie den Anwalt und Schriftsteller Fernando García Carrasco, der neun Jahre später, 1857, an Tuberkulose starb. Sie hatten drei Kinder: eine Tochter, die kurz nach der Geburt starb, und zwei Söhne, Fernando (* 1850) und Ramón (* 1852). In ihren späteren Jahren lebte Arenal, deren Gesundheit schlecht war, mit ihrem Sohn Fernando und Fernandos zweiter Frau, Ernestina Winter.
Ebenfalls als Mann gekleidet, nahm Arenal mit liberalen und progressiven Ideen an politischen und literarischen Versammlungen teil und arbeitete an der liberalen Zeitung La Iberia mit, bis zu seinem Tod zusammen mit ihrem Mann.

### Sozialarbeit
Verwitwet mit zwei Söhnen zog sie in die kantabrische Stadt Potes, wo sie einen jungen Musiker kennenlernte, Jesús de Monasterio, einen Schüler von Santiago Masarnau Fernández, dem ersten Präsidenten der Vinzenzgemeinschaft. Monasterio, der einen starken katholischen Glauben hatte, war derjenige, der Arenal für die humanitären Aktivitäten der Vinzenzgemeinschaft interessierte und sie schließlich dazu brachte, 1859 die Frauengruppe der Vinzenzgemeinschaft in Potes zu gründen. Von da an begann sie sich intensiv sozial und humanitär zu betätigen. Aus ihren Erfahrungen innerhalb der Vinzenzgemeinschaft entstand La beneficencia, la filantropía y la caridad (1861), das sie Juana de Vega, der Gräfin von Espoz y Mina, widmete und das sie unter dem Namen ihres damals zehnjährigen Sohnes Fernando beim Wettbewerb der Real Academia de Ciencias Morales y Políticas einreichte. Nach einigen Schwierigkeiten, weil sie ihre Schrift nicht formgerecht in den Wettbewerb einbracht hatte, erhielt sie den Preis und war die erste Frau, die von der Akademie ausgezeichnet wurde. In diesem Werk betont sie auf den Einfluss der katholischen Religion auf eine Grundstimmung der Wohl- oder Mildtätigkeit, aus der eine Vielzahl von frommen Alten- und Pflegeheimen entstanden seien:

„El terreno recobrado palmo a palmo para la patria y la religión cristiana, lo fue también para la Beneficencia que volvió a ofrecer asilos al dolor, y amparo a la desgracia. Se multiplicaron las fundaciones piadosas bajo diversas formas, y con distintos objetos. Hospedar peregrinos, recoger transeúntes, proporcionar asilos a la ancianidad desvalida, socorros a la pobreza, asistir a los enfermos, cuidar a los convalecientes, dotar a las doncellas pobres, proporcionar medios de seguir la carrera eclesiástica a los que carecían de ellos, y dotar escuelas, fueron las principales creaciones de la Beneficencia.“

„Der Boden, der Zentimeter für Zentimeter für das Land und die christliche Religion zurückgewonnen wurde, wurde auch für die Wohltätigkeit wiedergewonnen, die dem Kummer wieder ein Asyl und dem Unglück einen Schutz bot. Fromme Stiftungen vermehrten sich in verschiedenen Formen und mit unterschiedlichen Zielen. Die Beherbergung von Pilgern, die Aufnahme von Reisenden, die Einrichtung von Asylen für hilflose Alte, die Linderung von Armut, die Unterstützung von Kranken, die Pflege von Genesenden, die Stiftung für arme Mägde, die Bereitstellung von Mitteln für eine kirchliche Laufbahn für diejenigen, denen es an solchen fehlte, und die Stiftung von Schulen waren die wichtigsten Schöpfungen der Wohltätigkeit.“

Sie pries die Bedeutung der Caritas als christliche Tugend und verwies auf das Werk des heiligen Johannes von Gott in Granada. Sie hob unter den caritativen Vereinigungen besonders die des heiligen Vinzenz von Paul hervor. Sie spielte dabei auf die enorme Resonanz der 1850 zugelassenen Vereinigung in Spanien an, wo sich tausende von Menschen beiderlei Geschlechts angeschlossen hätten, dank derer sich die Zahl der Asyle für die Waisenkinder der Armen ebenso wie die freien Schulen vermehrt hätten. Sie es für wichtig, dass der Staat private wohltätige Vereinigungen sowohl reguliert wie unterstützt und fördert. Und sie verteidigte die Präsenz von religiösen Vereinigungen als mächtige Helfer der Wohltätigkeit.
Kurz darauf veröffentlichte Arenal Manual del visitador del pobre, ein Werk, das ins Polnische, Englische, Italienische, Französische und Deutsche übersetzt wurde. In der Folge veröffentlichte sie Gedichtbände und Essays, wie Cartas a los delincuentes („Briefe an Verbrecher“, 1865), Oda a la esclavitud („Ode an die Sklaverei“, 1866, von der Sociedad Abolicionista de Madrid mit einem Preis ausgezeichnet), El reo, el pueblo y el verdugo („Der Gefangene, das Volk und der Henker“, 1867) und La ejecución de la pena de muerte („Die Vollstreckung der Todesstrafe“, 1867).
Im Jahr 1868 wurde sie zur Inspektorin der Besserungsanstalten für Frauen ernannt und drei Jahre später, im Jahr 1871, begann sie die Zusammenarbeit mit der Zeitschrift La Voz de la Caridad in Madrid, in der sie vierzehn Jahre lang über das Elend der Welt um sie herum schrieb. Auch in den Beiträgen für die Zeitschrift setzt sie sich für die Beteiligung der religiösen Gruppierungen in der Sozialarbeit ein.
Sie engagierte sich im Spanischen Roten Kreuz für die Verwundeten der Karlistenkriege, an der Spitze eines Feldlazaretts für die Kriegsverwundeten in Miranda de Ebro. Am 26. Februar 1871 wurde sie zur Generalsekretärin des Spanischen Roten Kreuzes ernannt und schrieb Artikel für die Zeitschrift des Spanischen Roten Kreuzes "La Caridad en la Guerra" („Nächstenliebe im Krieg“).
Im Jahr 1872 gründete sie die Constructora Benéfica, eine Gesellschaft, die sich dem Bau von erschwinglichen Häusern für Arbeiter widmete und 1877 veröffentlichte sie Estudios penitenciarios („Gefängnisstudien“).

### Feminismus
Concepción Arenal war eine der Pionierinnen des Feminismus in Spanien. Ihr erstes Werk über die Rechte der Frau ist La mujer del porvenir (1869), in dem sie Theorien kritisierte, die eine Minderwertigkeit der Frau aus biologischen Gründen postulierten. Sie setzte sich für den Zugang von Frauen zu allen Bildungsstufen ein, allerdings nicht in allen Berufen, da sie der Meinung war, dass Frauen zur Ausübung staatlicher Gewalt nicht qualifiziert seien. Wegen der Gefahr, Repressalien zu erleiden und Heim und Familie zurückzulassen, ist sie zunächst nicht für eine politische Beteiligung, schreibt aber:

„Es un error grave y de los más perjudiciales, inculcar a la mujer que su misión única es la de esposa y madre […] Lo primero que necesita la mujer es afirmar su personalidad, independientemente de su estado, y persuadirse de que, soltera, casada o viuda, tiene derechos que cumplir, derechos que reclamar, dignidad que no depende de nadie, un trabajo que realizar e idea de que es cosa seria, grave, la vida y que si se la toma como un juego, ella será indefectiblemente un juguete.“

„Es ist ein schwerer Fehler und einer der schädlichsten, den Frauen einzuschärfen, dass ihre einzige Aufgabe die der Ehefrau und Mutter ist […] Das Erste, was die Frauen brauchen, ist, ihre Persönlichkeit zu bejahen, unabhängig von ihrem Status, und sich selbst davon zu überzeugen, dass sie, ob sie nun ledig, verheiratet oder verwitwet sind, Rechte haben, die sie einfordern können, eine Würde, die von niemandem abhängt, eine Aufgabe, die sie erfüllen müssen, und die Vorstellung, dass das Leben etwas Ernstes ist, und dass sie, wenn es als Spiel betrieben wird, unweigerlich ein Spielzeug sein werden.“

Arenal unterhielt enge Beziehungen zu krausistischen Intellektuellen. Sie war eine Bewunderin der Arbeit für die Bildung der Frauen, die von Fernando de Castro Pajares durchgeführt wurde. Sie war Mitglied des Vorstands des Ateneo Artístico y Literario de Señoras und verfolgte aufmerksam die Fortschritte der Asociación para la Enseñanza de la Mujer. Sie arbeitete im Boletín de la Institución Libre de Enseñanza mit diversen Artikeln zu strafrechtlichen und feministischen Themen mit.
1882 nahm Arenal am spanisch-portugiesisch-amerikanischen Pädagogischen Kongress in Madrid unter dem Vorsitz von Rafael María de Labra mit einem Vortrag über „Die Erziehung der Frauen“ in der fünften Sektion des Kongresses teil, die dem Konzept und den Grenzen der Erziehung der Frauen und ihrer beruflichen Befähigung gewidmet war.
Im Oktober 1891 prangert sie in dem Aufsatz über die Frauenarbeit (El trabajo de las mujeres) die schlechte Ausbildung der Frauen im Bereich der Industriearbeit an, deren Folge der niedrige Lohn für harte Arbeit und lange Arbeitszeiten ist. Sie schlägt vor, für die Arbeiterinnen die gleichen Ressourcen zur Unterweisung und zur Erholung anzuwenden wie auf die männlichen Arbeiter.
Sie hebt auch den Kontrast zwischen der „modernen Welt“ und der „alten Frau(enrolle)“ hervor, der Frauen lähmt und krank macht. Das Gegenmittel sieht sie darin, die Frauen „künstlerisch, wissenschaftlich und industriell zu erziehen“, weil es keine wirtschaftliche Ordnung oder ein Gleichgewicht geben kann, solange die Hälfte der Menschen von einem Erbe, dem Unterhalt durch die Familie oder von Almosen abhängt und Hunger oder Obdachlosigkeit riskiert.
In ihrem 1895 erschienenen Werk Estado actual de la mujer en España analysiert sie die Situation der spanischen Frau auf den Gebieten der Arbeit, der Religion, der Erziehung, der öffentlichen Meinung und der Moral; in allen Fällen ist sie wegen des männlichen Egoismus ungünstig: „Man kann sagen, dass der Mann, wenn er die Frau nicht liebt und schützt, sie unterdrückt. In der Arbeit wirft sie aus den lukrativsten Stellen raus; er erlaubt ihr nicht, ihre Intelligenz zu bilden; als Liebhaber kann er sich über sie lustig machen und als Ehemann sie ungestraft verlassen. Die [männliche] Einstellung ist die wahre Ursache all dieser Ungerechtigkeiten, weil sie das Gesetz macht, oder weil sie es verletzt“. Sie warnt davor, bei den kleinen und langsamen Fortschritten von sozialer oder politischer Emanzipation zu sprechen, solange die wirtschaftliche Abhängigkeit eine weit verbreitete Tatsache ist und die Frauen allen Arten von Sklaverei unterwirft. Sie kritisiert den Klerus: „Im Allgemeinen sind sie [die Priester] sehr ignorant, sie wollen nicht, dass Frauen gebildet werden; sie finden es besser zu helfen, sie in Unwissenheit zu halten“.

## Nachleben
Sie starb am 4. Februar 1893 in Vigo, wo sie auf dem Cementerio de Pereiró begraben wurde. Ihr Epitaph ist das Motto, das sie ihr Leben lang begleitete: A la virtud, a una vida, a la ciencia. Ihr berühmtester Satz war aber wohl Odia el delito y compadece al delincuente („Hasse das Verbrechen und bemitleide den Verbrecher“), der ihre Sicht auf Verbrecher als Produkt einer unterdrückten und repressiven Gesellschaft zusammenfasst.
In mehreren Städten Spaniens, vor allem in  Galicien, aber auch in Uruguay und Argentinien sind ihr Denkmäler gewidmet und Straßen nach ihr benannt.

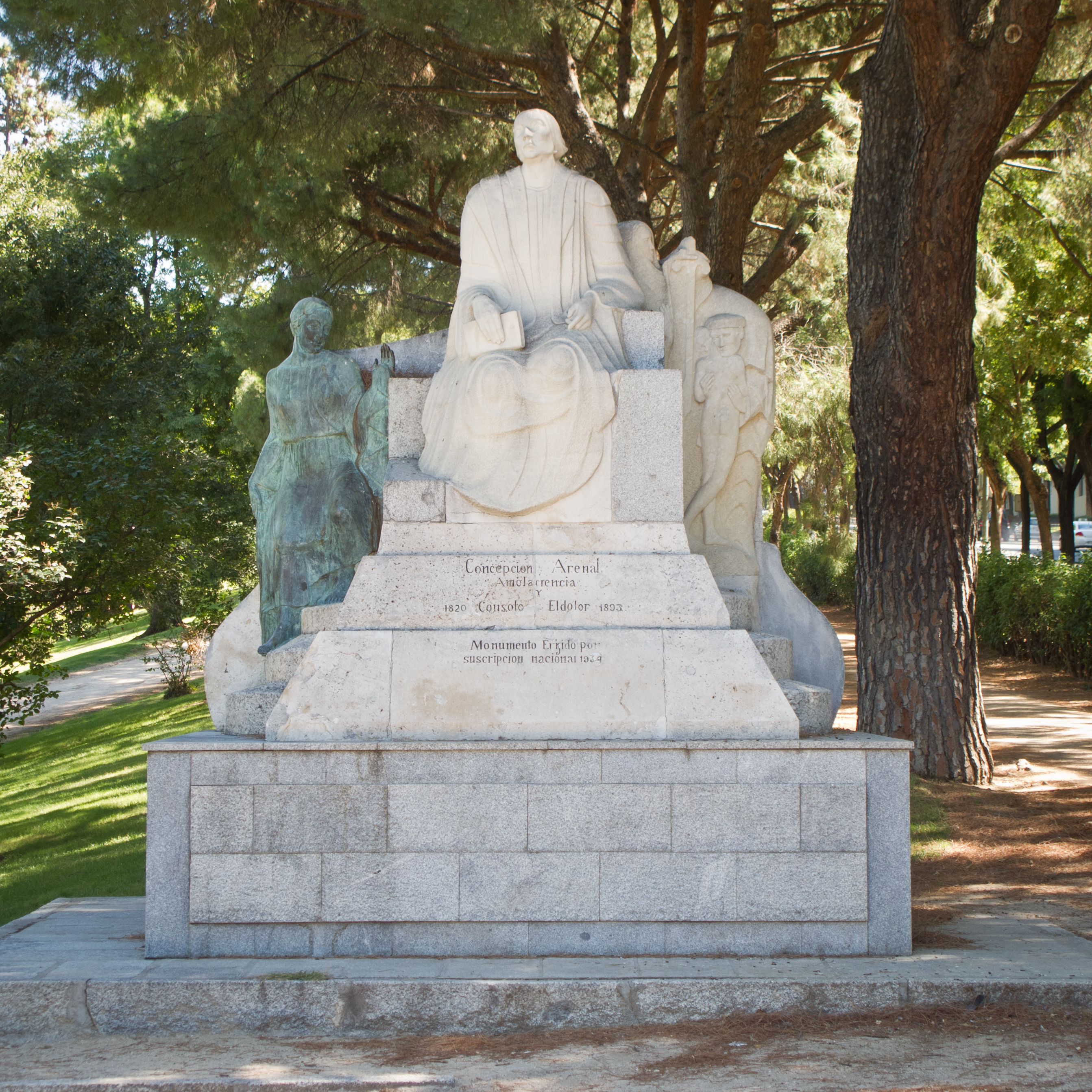
Denkmal für Concepción Arenal im Parque del Oeste, Madrid, 2012
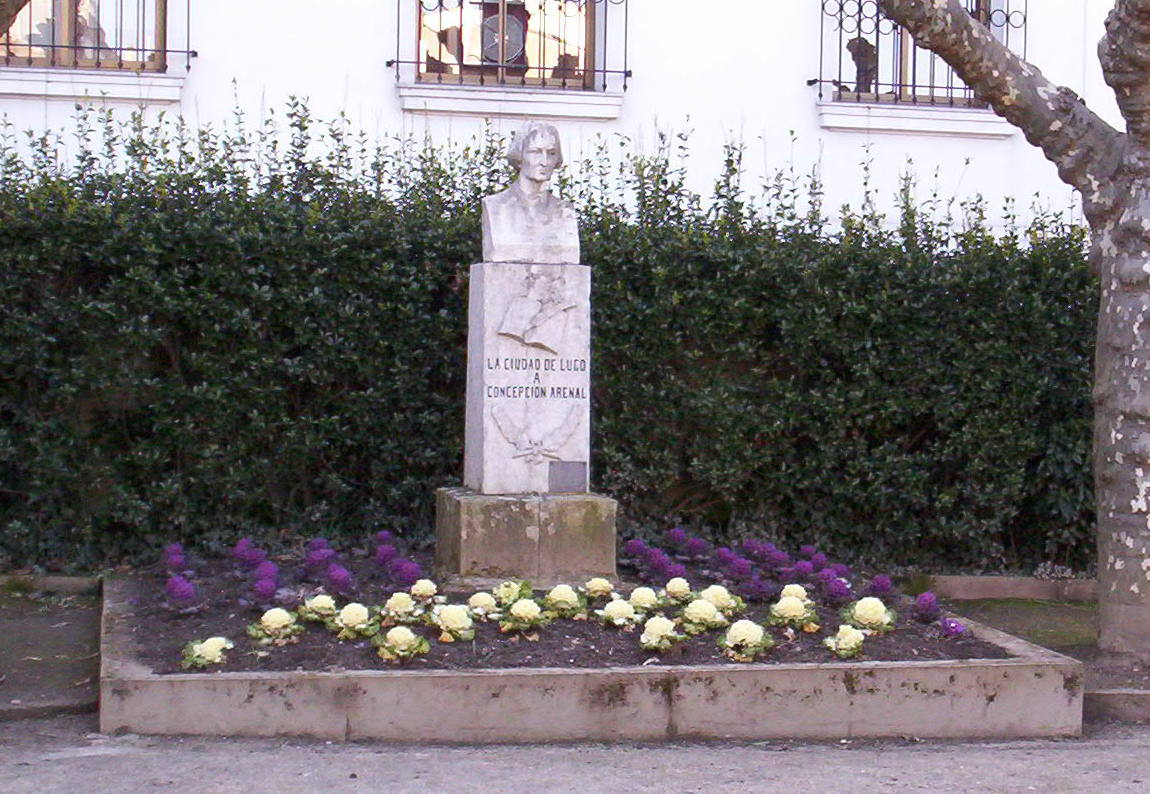
Denkmal in Lugo, 2005
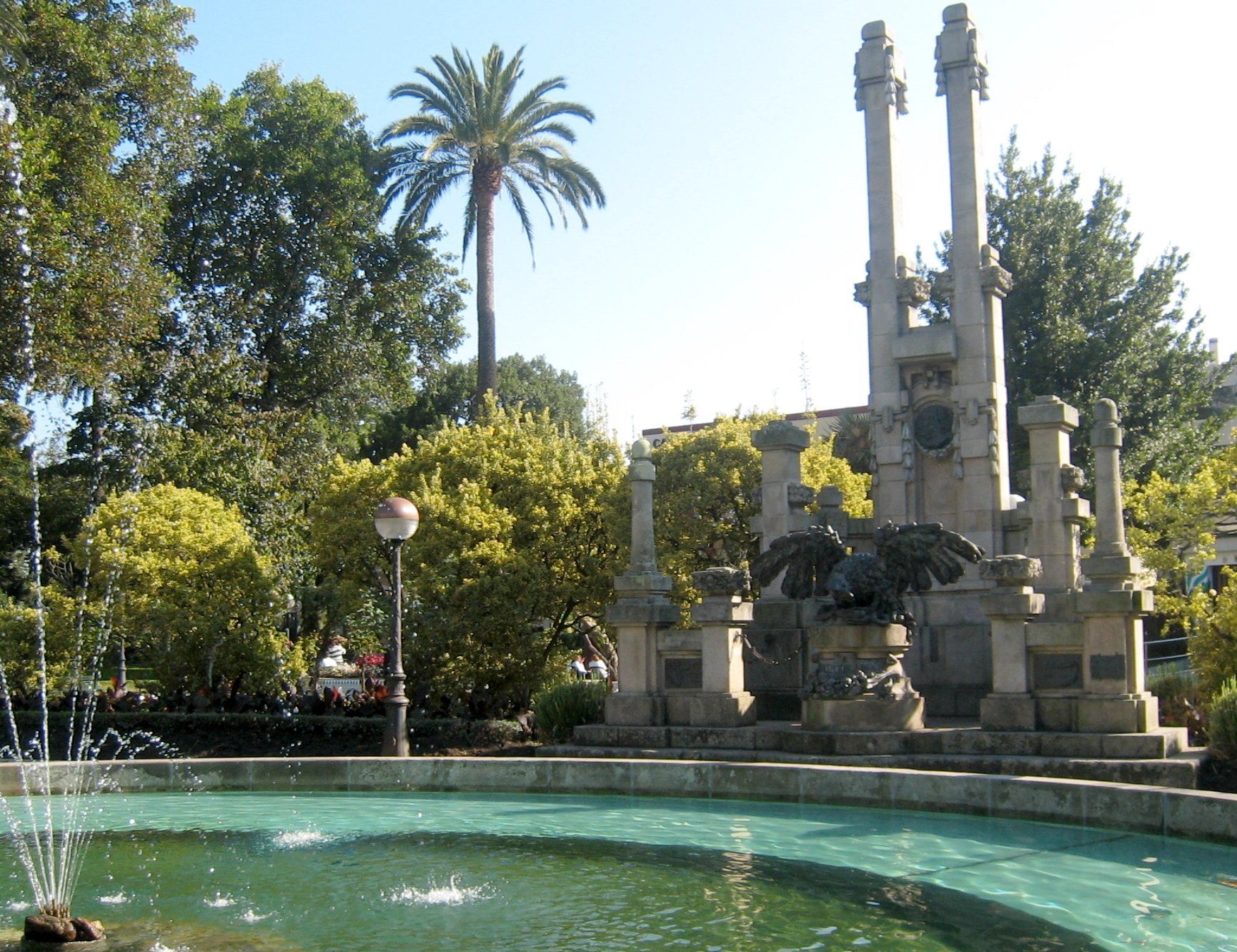
Denkmal in La Coruña, 2007
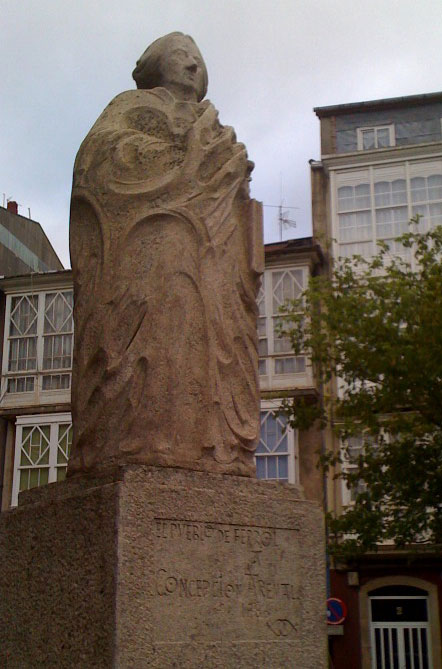
Denkmal in Ferrol, 2009
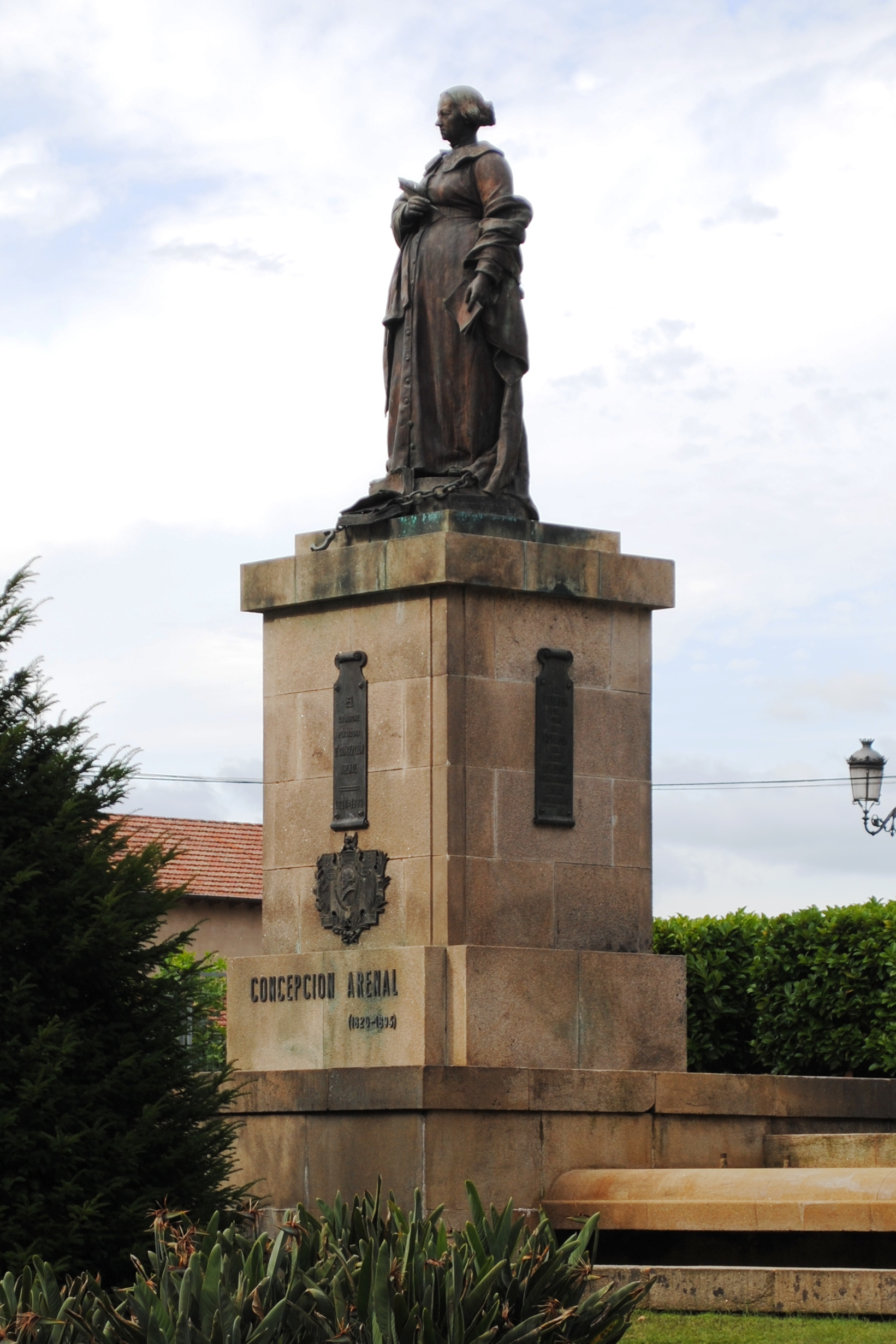
Denkmal in Ourense, 2012

Die Zweite Spanische Republik gab 1934 eine Briefmarke zu 15 Centésimos mit ihrem Porträt heraus.
2012 wurde der TV-Spielfilm Concepción Arenal, la visitadora de cárceles („Concepción Arenal, die Gefängnisbesucherin“) mit der Schauspielerin Blanca Portillo in der Hauptrolle gedreht.
In einem im Rahmen eines Kultur- und Bildungsprojekts 2018 entstandenen Comic-Kartenspiel, das den Beitrag von Frauen zu Gesellschaft sichtbar machen sollte, ist Arenal mit aufgenommen.

## Werke
Neben den schon genannten Werken hat Arenal eine Vielzahl weiterer Schriften und Beiträge hinterlassen. Eine vollständige, online verfügbare Bibliographie wurde 2020 aus Anlass ihres 200. Geburtstags durch ein Autorenkollektiv der Biblioteca de Galicia erstellt.